# Трибоелектричен ефект
Трибоелектричен ефект е появата на електрически заряди в материал поради триене. Представлява вид контактно наелектризиране, при което някои материали се наелектризират, след като влязат във фрикционен контакт с друг материал. Първите опити с електричество от епохата на Античността, като тези на Талес с пръчки от кехлибар, са свързани с трибоелектричния ефект. Самата дума „електричество“ е образувана във връзка с тези експерименти от гръцкото наименование на кехлибара (на старогръцки: ἤλεκτρον: електрон).
Материалите, проявяващи трибоелектричен ефект, обикновено са разположени в „трибоелектричен ред“, единият край на който е положителен, а другият – отрицателен. Когато двойка материали от реда се трият един в друг, материалът, който е по-близо до положителния край на реда, се зарежда положително, а другият – отрицателно. Първият трибоелектричен ред е публикуван от шведския физик експериментатор Йохан Вилке през 1757 г.
Материалите с по-висока диелектрична константа обикновено са положително заредени (т.нар. правило на Коен). Все още не е изградена цялостна теория на наелектризирането. Както правилото на Коен, така и самата трибоелектрична редица са емпирични закономерности: съществуват много различни редове и дори относителната позиция в реда невинаги описва хода на процеса. Известен е например т.нар. трибоелектричен кръг: при двойката коприна – стъкло стъклото се зарежда отрицателно, при двойката стъкло – цинк цинкът се зарежда отрицателно, в двойката цинк – коприна коприната се зарежда отрицателно, като по този начин изобщо не се наблюдава закономерност.